# Педру (герцог Коимбры)
Педру Португальский, герцог Коимбры (порт. Pedro de Portugal, Duque de Coimbra; 9 декабря 1392, Лиссабон — 20 мая 1449, Алверка-ду-Рибатежу, Алверка-ду-Рибатежу-и-Собралинью) — регент Португалии в 1440—1448 годах.
Титулатура: 1-й герцог Коимбра, 1-й сеньор де Монтемор-у-Велью, Авейру, Тентугал, Кондейша, Сернаше, Перейра и Лозан.

## Биография
Родился в Лиссабоне. Второй сын Жуана I (1357—1433), первого короля Португалии и Алгарве из Ависской династии (1385—1433), и Филиппы Ланкастерской (1359—1415).
В августе 1415 года инфант Педру сопровождал своего отца Жуана I и братьев Дуарте и Энрике во время военной экспедиции в Марокко, во время которой была осаждена и взята крепость Сеута. Во время боёв под стенами Сеуты Педру проявил доблесть и был посвящён в рыцари вместе со своими братьями. Король Жуан I пожаловал ему титул герцога Коимбры, а его младший брат Энрике стал герцогом Визеу.
В 1418—1428 годах инфант Педру путешествовал по Европе. Вначале встретился в Вальядолиде с королём Кастилии Хуаном II, затем прибыл в Венгрию, где встретился с императором Священной Римской империи Сигизмундом Люксембургским и поступил к нему на службу. В составе императорской армии сражался против турок-османов и чехов-гуситов. В 1422 году получил в награду от императора герцогство Тревизо в Северной Италии. В 1424 году инфант Педру покинул Священную римскую империю и встретился на острове Патмос с османским султаном Мурадом II, затем посетил Константинополь, столицу дряхлеющей Византийской империи. Оттуда инфант отправился через Александрию и Каир в Святую землю.
В 1425 году Педру де Коимбра побывал во Франции и Англии, где посещал университеты Парижа и Оксфорда. В 1426 году прибыл во Фландрию, где провёл два года при дворе герцога Бургундии Филиппа Доброго. В сентябре 1424/1425 года Педро де Коимбра прибыл в Англию, где получил от короля Генриха VI Ланкастера Орден Подвязки.
В 1425 году инфант Педру рекомендовал овдовевшему герцогу Бургундскому Филиппу Доброму взять в жены свою сестру Изабеллу. В 1428—1429 годах герцог Бургундии отправил свою делегацию в Португалию, в составе которой находился знаменитый художник Ян ван Эйк, который нарисовал два портрета принцессы. 7 января 1430 года состоялось бракосочетание Филиппа Доброго и Изабеллы Португальской (она стала матерью знаменитого Карла Смелого).
В 1428 году Педру посетил своё герцогство Тревизо и Венецию. Дож подарил ему копию книги известного путешественника Марко Поло. Позднее Педру передал эту копию и карты венецианских торговых путей на Восток своему младшему брату Генриху Мореплавателю (инфанту Энрике), герцогу Визеу. Из Венеции он отправился в Рим, где был принят папой римским Мартином V, а оттуда прибыл в Барселону, где вел переговоры о браке своего брата Дуарте с Элеонорой Арагонской, а также о собственном браке с Изабеллой Урхельской, затем вернулся в Португалию.
В 1433 году инфант Педру закончил свой шеститомный труд Virtuosa Bemfeitoria, посвящённый старшему брату Дуарте, в основе которого лежал трактат Сенеки «О благодеяниях» (De beneficiis). Педру перевел De officiis Цицерона и некоторые другие его трактаты. Ему принадлежит также ряд писем и поэтических опытов.
После смерти его старшего брата, короля Дуарте I, и во время несовершеннолетия Афонсу V герцог Коимбрский в 1440 был избран кортесами в регенты Португалии. Ему принадлежит инициатива в издании законодательного сборника, известного под именем «Законов Афонсу V». Педру сохранил некоторое время своё влиятельное положение и после совершеннолетия короля, но затем, заподозренный в желании присвоить себе корону, был объявлен изменником.

## Правление и гибель
Выбор оставленного в завещании короля Дуарте был непопулярным.
В 1443 году в знак примирения, но не желая передавать власть, Педру предоставил сводному брату, бастарду Афонсу, титул первого герцога Браганса, который впоследствии стал основателем новой королевской династии Браганса. Педру продолжил своё регентство, и страна процветала при его правлении. Именно в этот период впервые выделяются средства для исследований Атлантического океана, организованного Генрихом Мореплавателем (инфантом Энрике).
В 1444 году инфант Педру составил законы королевства, получившие название «Указы Афонсу V» (Ordenações Affonsinas). Во время регентства были сделаны уступки дворянству, однако их политика заключалась в основном в том, чтобы продолжать королевский централизм, который исходил от их старшего брата и отца.
Наконец, в 1446 году Афонсу V достиг совершеннолетия и Педру передал контроль над Португалией молодому королю, но попросил помощи у своего дяди. В 1448 году Педру окончательно отстранен от власти из-за интриг герцога Браганского. Инфант Педру стал искать смерти. Причины смерти неясны: некоторые исследователи полагают, что герцог погиб 20 мая 1449 в битве при Алфарробейре близ ручья Алфарробейру в Виалонге у Алверки-ду-Рибатежу, выступив против молодого короля Афонсу V; другие утверждают, что он был убит одним из своих приближенных.
Три дня его тело пролежало на поле брани, после чего было погребено в церкви Алверки без пышных почестей. Впоследствии прах был перевезён в Лиссабон и перезахоронен в 1455 году в монастыре да Баталья в могиле, приготовленной его отцом. Эпитафия гласит: «Здесь покоится инфант дон Педру, сын короля Дона Жуана I, брат короля Дона Дуарте I, дядя и зять короля Дона Афонсу V, отец королевы Доны Изабел и короля Дона Жуана Кипрского, и дона Педру, избранного королём Арагона, этот инфант был убит португальцами в битве при Алфарробейре, после чего его тело несколько лет находилось погребённым в церкви Алверки, и затем перезахоронено в этой королевской усыпальнице, где и покоится ныне».
Смерть инфанта Педру вызвала реакцию за границей, где его почитали и уважали. На самом деле в Европе это была одна из значительных фигур уходящего Средневековья.

## Семья и дети
В 1429 году Педру женился на Изабелле Урхельской (1409—1459), дочери Хайме II (1380—1433), графа де Урхель (1408—1413), и Изабеллы Арагонской (1376—1424). Их дети:
- Инфант Педро де Коимбра (1429—1466), 5-й коннетабль Португалии и 3-й великий магистр Ависского ордена, претендент на корону Арагона (1463—1466)
- Инфант Жуан де Коимбра (1431—1457), принц Антиохийский, женат с 1456 года на Шарлотте де Лузиньян (1444—1487), королеве Кипра (1458—1460)
- Инфанта Изабелла де Коимбра (1432—1455), жена с 1447 года короля Португалии Афонсу V (1447—1455)
- Инфант Жайме де Коимбра (1434—1459), кардинал и архиепископ Лиссабона
- Инфанта Беатриш де Коимбра (1435—1462), жена с 1453 года Адольфа де Клеве (1425—1492), сеньора Рафенштейна
- Инфанта Филиппа де Коимбра (1437—1493), монахиня